# Model de fotografia eròtica
Un model o una model de fotografia eròtica, és aquella persona, sigui home o dona, que posa despullada o seminua, per fer possible la realització de fotografies de contingut eròtic o sensual, que estan destinades a ser representades en exposicions, galeries d'imatges, llibres, revistes, calendaris, així com en altres formats. La persona pot posar despullada o amb llenceria, vestits de bany, etc. Per exercir la professió de model eròtic, no cal la possessió d'un diploma específic, no obstant això, el model ha de tenir una actitud masculina i atractiva.